# Liste der geschützten Landschaftsbestandteile im Landkreis Saalfeld-Rudolstadt
Im Landkreis Saalfeld-Rudolstadt gab es im Juni 2024 insgesamt 13 ausgewiesene geschützte Landschaftsbestandteile.

## Geschützte Landschaftsbestandteile
| An der Wache                                   | BW | SLF0082 | Rudolstadt     | ⊙ | 6,32 | 29. Mai 1997  |
| Bläsers Acker                                  | BW | SLF0051 | Königsee       | ⊙ | 3,0  | 8. Apr. 2005  |
| Culmloch                                       | BW | SLF0083 | Lehesten       | ⊙ | 0,9  | 23. Apr. 1998 |
| Hofgelänge hinter dem Felsenkeller             | BW | SLF0089 | Lehesten       | ⊙ | 0,67 | 20. Dez. 2006 |
| Kalkquellmoor bei Milbitz/Teichel              | BW | SLF0015 | Rudolstadt     | ⊙ | 0,67 | 16. Jan. 2004 |
| Laubwald am Zeigerheimer Berg                  | BW | SLF0085 | Rudolstadt     | ⊙ | 1,5  | 4. Dez. 2000  |
| Oberes Wirbachtal                              | BW | SLF0044 | Saalfeld/Saale | ⊙ | 0,75 | 20. Dez. 2006 |
| Ochsenwiese                                    | BW | SLF0088 | Rudolstadt     | ⊙ | 0,5  | 16. Jan. 2004 |
| Schaalaer Tal                                  | BW | SLF0024 | Rudolstadt     | ⊙ | 1,0  | 4. Dez. 2004  |
| Stockberg                                      | BW | SLF0010 | Rudolstadt     | ⊙ | 23,5 | 27. Okt. 2011 |
| Südhang des Kirschberges                       | BW | SLF0004 | Rudolstadt     | ⊙ | 5,2  | 11. Juli 2000 |
| Tagebaurestloch Eisenerzgrube Westfeld         | BW | SLF0084 | Saalfeld/Saale | ⊙ | 6,4  | 29. Okt. 1999 |
| Weinberg                                       | BW | SLF0086 | Rudolstadt     | ⊙ | 6,3  | 9. Okt. 2002  |
| Legende für Geschützter Landschaftsbestandteil |    |         |                |   |      |               |